# Shine/Time Travellers
Shine/Time Travellers è un singolo del gruppo musicale polacco Riverside, pubblicato il 21 ottobre 2016.

## Descrizione
Il singolo contiene uno dei quattro inediti composti per Eye of the Soundscape e una nuova versione di Time Travellers (originariamente tratto dal sesto album Love, Fear and the Time Machine), quest'ultima resa originariamente disponibile per l'ascolto l'11 febbraio 2016 dalla Inside Out Music.

## Video musicale
Il 24 ottobre 2014 è stato pubblicato il videoclip per Shine, diretto da Tomasz Pulsakowski e mostrante alcuni ballerini eseguire una coreografia.

## Tracce
1. Shine – 4:10 (musica: Mariusz Duda, Piotr Grudziński, Michał Łapaj)
2. Time Travellers (Single Version) – 5:20 (Mariusz Duda)

## Formazione
- Mariusz Duda – basso e chitarra acustica, loop e percussioni (traccia 1), voce (traccia 2)
- Michał Łapaj – tastiera, sintetizzatore (traccia 1), organo Hammond (traccia 2)
- Piotr Grudziński – chitarra (traccia 2)